# Marie Duchatel
Marie Duchatel o Marie Du Chastel ( ? – 1692) fue una pintora de los Países Bajos del sur. Activa en Bruselas entre 1681 y 1689.
Era hija del pintor François Duchatel y contrajo matrimonio en 1681, en segundas nupcias, con el también pintor Eglon van der Neer en su ciudad natal de Bruselas. Es conocida por sus retratos de miniatura. El pintor y biógrafo de artistas Jacob Campo Weyerman en la biografía de su marido, mencionó sobre ella, que vivía en un apartamento localizado en el piso bajo el suyo, en "«la pensión San José en Keyserstraat de Amberes, cuándo pintaba diariamente y vivía separada de su marido». De su trabajo únicamente comentó que ella pintaba mejor que dibujaba.

## Retratos de colgante atribuidos a Marie Duchatel

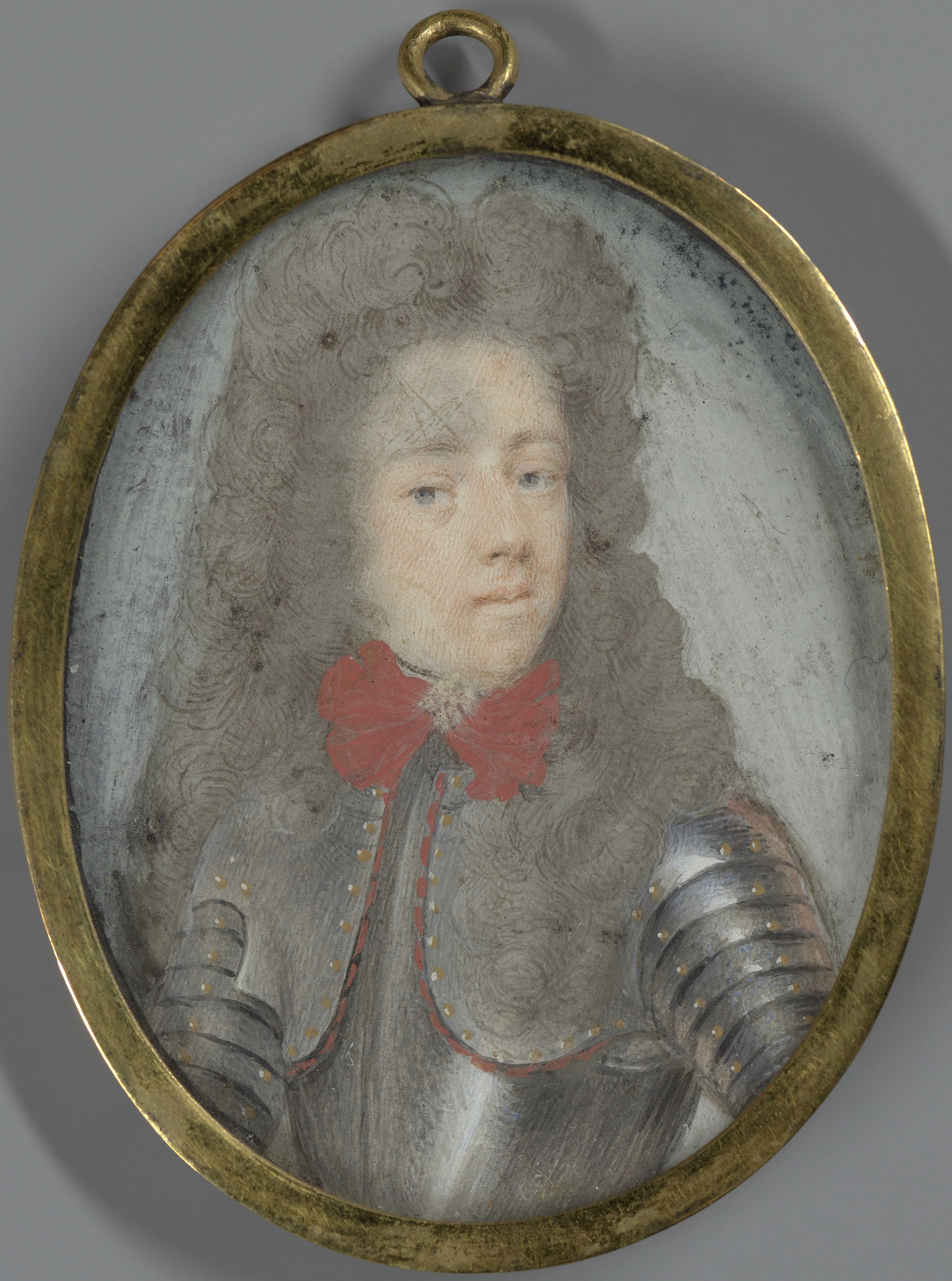
Retrato de Enrique Casimiro II de Nassau-Dietz (1657–96), gobernandor de Nassau-Dietz
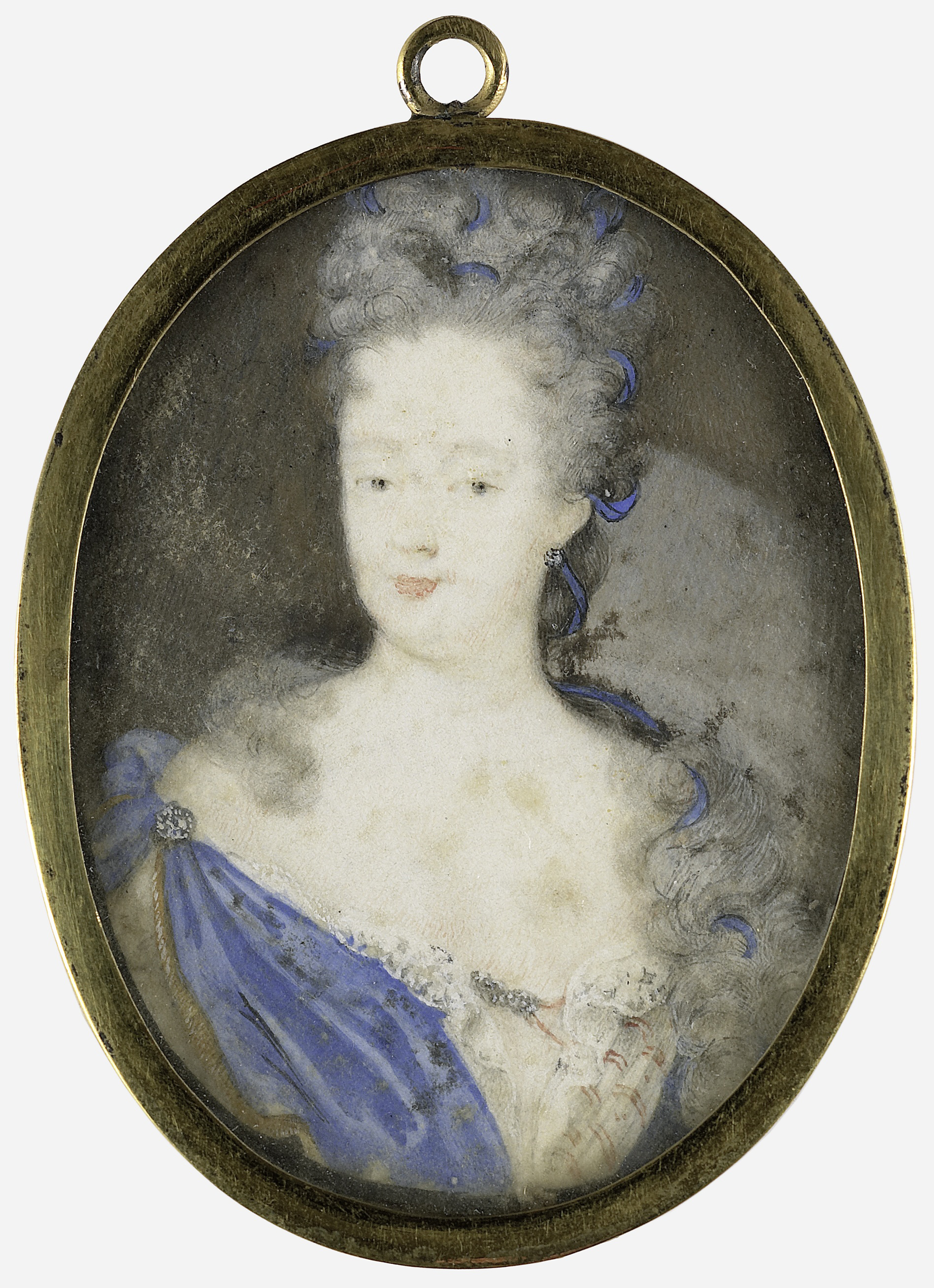
Retrato de Enriqueta Amalia de Anhalt-Dessau